# Umma saphirina
Umma saphirina är en trollsländeart som beskrevs av W. Foerster 1916. Umma saphirina ingår i släktet Umma och familjen jungfrusländor. IUCN kategoriserar arten globalt som livskraftig. Inga underarter finns listade i Catalogue of Life.